# Твин Лејкс (Вирџинија)
Твин Лејкс (енгл. Twin Lakes) насељено је место без административног статуса у америчкој савезној држави Вирџинија.

## Демографија
По попису из 2010. године број становника је 1.647.
| Група             | 2000.    | 2010.         |
| Белци             | 0 (0,0%) | 1.319 (80,1%) |
| Афроамериканци    | 0 (0,0%) | 156 (9,5%)    |
| Азијати           | 0 (0,0%) | 29 (1,8%)     |
| Хиспаноамериканци | 0 (0,0%) | 98 (6,0%)     |
| Укупно            | 0        | 1.647         |